# Holomitrium calycinum
Holomitrium calycinum là một loài Rêu trong họ Dicranaceae. Loài này được (Hedw.) Mitt. mô tả khoa học đầu tiên năm 1869.